# 厚田郡
厚田郡（日语：／ Atsuta gun */?）為過去日本北海道石狩支廳轄下的郡，轄區包含現在石狩市的中部區域。已於2005年10月1日因無管轄町村而廢除。
廢除前，轄下僅厚田村一村。郡名源自阿伊努語的「at-ta」（採收榆樹樹皮的地方）或是「at-wor-us-nay」（浸泡榆樹樹皮的河流）。

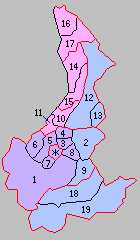
北海道一・二級町村制施行時厚田郡下辖町村（14.厚田村 15.望来村 桃色：石狩市）

## 沿革
- 1869年8月15日：北海道設置11國86郡，石狩國厚田郡成立。
- 1897年11月：北海道實施支廳制，此時厚田郡下轄厚田村、別狩村、小谷村、押琴村、古潭村、安瀨村、濃晝村、望來村、聚富村、嶺泊村。[1]（10村）
- 1902年4月1日：厚田村、別狩村、小谷村、押琴村、古潭村、安瀨村、濃晝村合併為厚田村，望來村、聚富村、嶺泊村合併為望來村，兩村皆成為北海道二級村。（2村）
- 1907年4月1日：望來村被併入厚田村，並成為北海道一級村。（1村）
- 2005年10月1日：厚田村和濱益郡濱益村併入石狩市；同時厚田郡因無管轄町村而廢除。